# Fanerón
El fanerón (del griego φανερός, phaneros - ‘visible’, ‘mostrable’) es la totalidad de lo presente para la mente  o para la conciencia.

## Origen

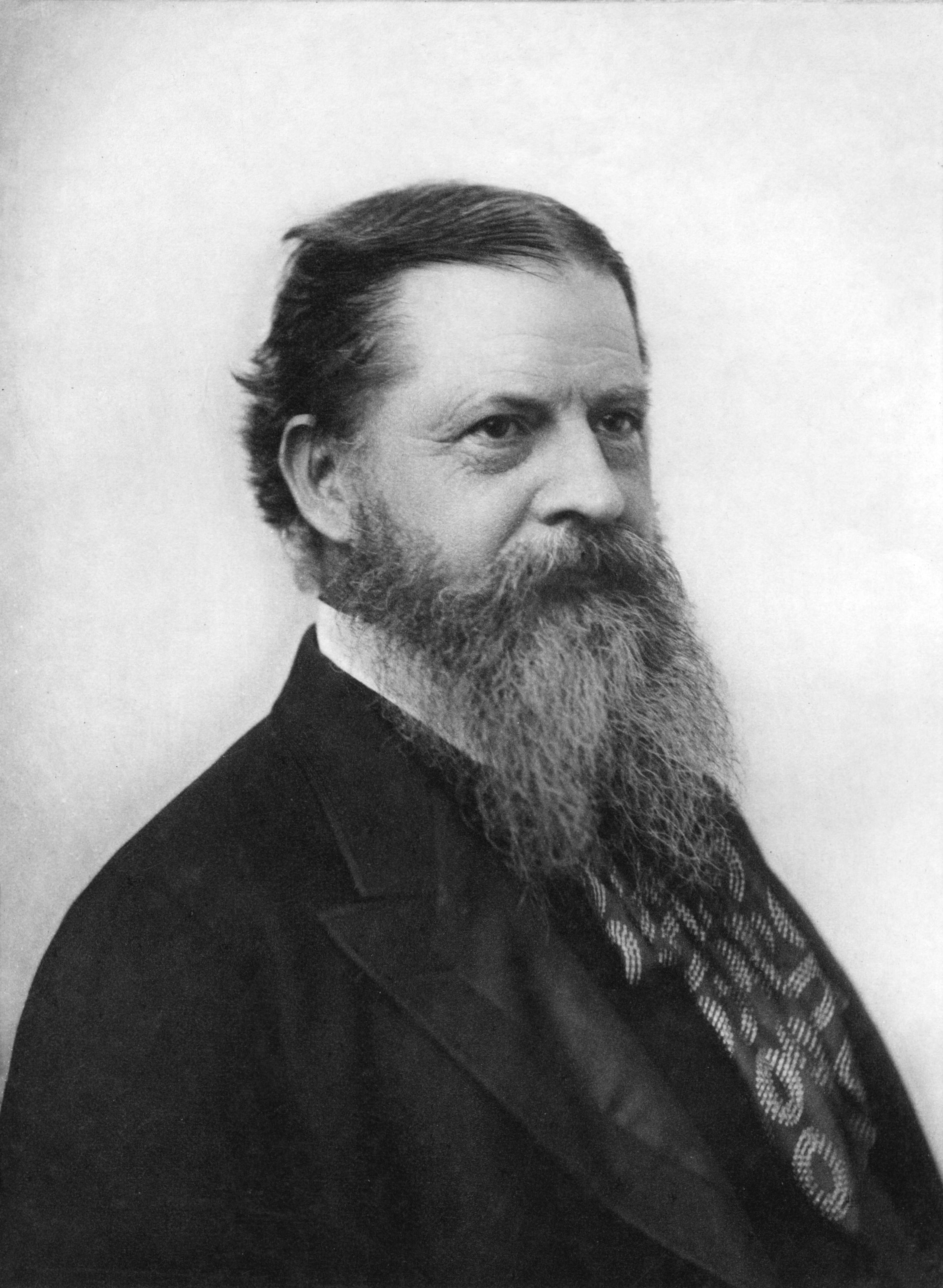
El término 'fanerón' fue acuñado por Charles Sanders Peirce (1839 – 1914)

El término 'fanerón' fue acuñado por Charles Sanders Peirce: «Entiendo por fanerón la totalidad colectiva de todo aquello que de alguna manera o en algún sentido se presencia a la mente, con total independencia del hecho de que corresponda o no a algo real. Si se pregunta cuándo, o a qué mente, diré que dejo esas preguntas sin respuesta, ya que nunca abrigué una duda de que los rasgos del fanerón que hallé en mi mente están presentes permanentemente en todas las mentes».